# 苔原气候

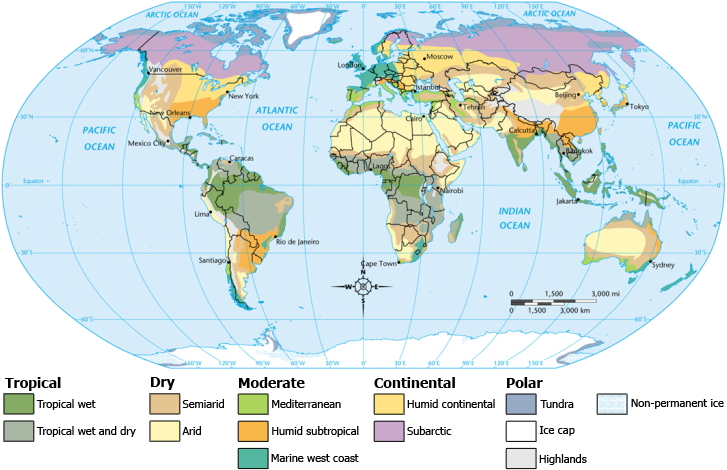
苔原氣候

苔原气候是极地气候两大类型之一，在柯本气候分类法中标记为ET。

## 分布
北半球主要分布于亚洲、欧洲及北美的北冰洋沿岸地区；南半球同纬度地区为海洋所覆盖，除南极洲沿海个别岛屿以外，基本不存在此气候。该气候以最热月平均气温10摄氏度等温线与亚寒带针叶林气候、亚寒带海洋性气候为界，以最热月平均气温0摄氏度等温线与极地冰原气候分界。

## 成因
该地区全年受到冰洋气团以及极地大陆气团控制

## 气候特征
- 全年严寒，皆为冬季：月平均气温在0摄氏度以下的月份至少为8个；最热月平均气温在0至10摄氏度之间，有时日最高气温可以上升至15至18摄氏度。
- 降水少，年平均降水量在250毫米以下，且降水常以暴风雪形式出现，即使最热月仍存在霜冻现象。
- 北冰洋沿岸地区多云雾，蒸发极弱，故仍属濕潤区。

## 自然带

### 土壤
该气候带为冰沼土分布区。

### 植被
该气候带树木基本绝迹，只有较耐寒的苔藓及地衣生长。

### 动物
驯鹿为该气候带的标志性动物。

## 代表城市
- 俄羅斯 卡扎奇耶
- 俄羅斯 佩韋克
- 格陵兰 努克
- 格陵兰 卡纳克
- 美国 巴罗
- 加拿大 伊卡卢伊特
- 加拿大 北极湾
- 挪威 朗伊尔城
- 冰島 布伦迪欧斯

## 相关传说
聖誕節中的聖诞老人传说中就是居住在北極的苔原地带。